# Jürgen Goydke
Jürgen Goydke (* 20. November 1933 in Königsberg/Neumark; † 8. September 2001 in Karlsruhe) war ein deutscher Jurist.

## Leben
Goydke legte das Abitur 1954 ab und studierte Rechtswissenschaften in Münster und Freiburg. Er legte 1958 das erste Staatsexamen ab und wurde nach dem zweiten Staatsexamen 1963 zum Gerichtsassessor im Oberlandesgerichtsbezirk Oldenburg ernannt. Er wurde 1967 zum Landgerichtsrat beim Landgericht Osnabrück und  nach einer Abordnung an das Bundesministerium der Justiz von 1969 bis 1970 im Jahr 1974 zum Vizepräsidenten des Landgerichtes Osnabrück ernannt. Danach war er von 1978 bis 1992 Richter am Bundesgerichtshof. Dort gehörte er dem 4. Strafsenat an. Zudem wurde er 1991 Präsident des Bezirksgerichtes Magdeburg.
Goydke war anschließend von September 1992 bis 1996 Präsident des Oberlandesgerichtes Naumburg und von 1993 bis 2000 Präsident des Landesverfassungsgerichtes Sachsen-Anhalt. Darüber hinaus war er ab 1978 zunächst Lehrbeauftragter und ab 1993 Honorarprofessor für Rechtsgeschichte an der Universität Göttingen.

## Auszeichnung
- Eike-von-Repgow-Preis (2001)